# Kothagudem
Kothagudem là một thành phố và khu đô thị của quận Khammam thuộc bang Andhra Pradesh, Ấn Độ.

## Nhân khẩu
Theo điều tra dân số năm 2001 của Ấn Độ, Kothagudem có dân số 79.727 người. Phái nam chiếm 50% tổng số dân và phái nữ chiếm 50%. Kothagudem có tỷ lệ 70% biết đọc biết viết, cao hơn tỷ lệ trung bình toàn quốc là 59,5%: tỷ lệ cho phái nam là 77%, và tỷ lệ cho phái nữ là 63%. Tại Kothagudem, 10% dân số nhỏ hơn 6 tuổi.